# Студенець (Черкаський район)
Студене́ць — село в Україні, у Черкаському районі Черкаської області, підпорядковане Бобрицькій сільській громаді. Розташоване за 2 км на північ від села Бобриця.
Населення села становить 284 особи (2007).

## Історія
Біля села виявлено 2 поселення доби пізнього палеоліту. Село вперше згадується в універсалі гетьмана Петра Дорошенка від 16 лютого 1670 року, написаного в Чигирині, як «безіменний хутірець на Студенцу стоячий», який своїми землями належав Канівському монастирю Пресвятої Богородиці.
З 1890 року село перебувало у власності Тимофія Беккера і мало школу, 3 кузні, 8 вітряків, 190 дворів з 887 жителями. У 1931 створено сільськогосподарську артіль «Перше Травня» до якого увійшли 27 господарств. Після 1971 внаслідок будівництва Канівської ГЕС до Студенця було переселено мешканців затопленого села Селище.

## Населення

### Мова
Розподіл населення за рідною мовою за даними перепису 2001 року:
| Мова            | Кількість | Відсоток |
| --------------- | --------- | -------- |
| українська      | 279       | 98.24%   |
| російська       | 4         | 1.41%    |
| інші/не вказали | 1         | 0.35%    |
| Усього          | 284       | 100%     |

## Уродженці
- Галушка Іван Пилипович (* 1925) — український вчений-агроном, доктор сільськогосподарських наук, лауреат премії Всесоюзного хімічного товариства ім. Д. І. Менделєєва.